# ایلکا هانسکی
 ایلکا هانسکی (انگلیسی: Ilkka Hanski؛ زادهٔ ۱۴ فوریهٔ ۱۹۵۳) یک دانشمند اهل فنلاند است.
وی همچنین برنده جوایزی همچون جایزه کرافورد شده است.